# Titularbistum Mathara in Numidia
Mathara in Numidia (ital.: Matara di Numidia) ist ein Titularbistum der römisch-katholischen Kirche. 
Das Bistum war in Numidien angesiedelt, einer historischen Landschaft in Nordafrika, die weite Teile der heutigen Staaten Tunesien und Algerien umfasst.
| Titularbischöfe von Mathara in Numidia |                                                            |                                                         |                   |                  |
| Nr.                                    | Name                                                       | Amt                                                     | von               | bis              |
| 1                                      | Laurenz Böggering                                          | Weihbischof in Münster (Deutschland)                    | 25. Juli 1967     | 10. Februar 1996 |
| 2                                      | Alois Schwarz                                              | Weihbischof in Wien (Österreich)                        | 26. Dezember 1996 | 22. Mai 2001     |
| 3                                      | David Motiuk                                               | Weihbischof in Winnipeg (ukrainisch-katholische Kirche) | 5. April 2002     | 25. Januar 2007  |
| 4                                      | Franz-Josef Overbeck                                       | Weihbischof in Münster (Deutschland)                    | 18. Juli 2007     | 28. Oktober 2009 |
| 5                                      | Lisane-Christos Matheos Semahun                            | Weihbischof in Addis Abeba (Äthiopien)                  | 5. Januar 2010    | 19. Januar 2015  |
| 6                                      | Ghaleb Moussa Abdalla Bader Titularerzbischof pro hac vice | Apostolischer Nuntius in Pakistan                       | 23. Mai 2015      |                  |